# 社会行动
社会行动或行动、行为（英語：social action,action or act德語：Handeln）在社会学上区别于简单的生物性的对于刺激的反应行为(英語：behaviour德語：Verhalten)1，特指具有针对他人的主观动机并以他人为取向产生影响的行动。在社会行动中，行为人考虑他人的行动和反应，并基于这种考虑而调整自身的行动。

## 概念
社会行动的社会学意义主要在于它包含了行为意图、意识与目标。帕森斯(T. Parsons)（1937）认为行动是社会学分析的基本单位，并包含如下四个要素：（1）行动者或中介：行动主体。（2）目的，结果：行动的未来状态。（3）情景：包含行动的条件与手段。（4）规范：包括思想、观念与行为取向等制约行动的发展，影响手段的选择。米德(G. H. Mead)(1938)则用冲动、情景与完成的定义来规定行动的概念：一个行动是一个冲动。这冲动是以选择它需要的某种刺激去维持生命过程。因此，生物创造了它的环境，刺激是冲动表达的需要。……理智是刺激的选择——有关使生命得以维持和帮助再建立自由的选择。
对于行动与反应行为的基本区别源于马克斯·韦伯（1968），他并将社会学定义为理解行为意义的科学。舒茨（1972）则认为社会行动的概念远比韦伯的区分所揭示的内容复杂。例如，将意义赋予行动与情景究竟何指并不明确。除此之外，行动必然具有行动者，而至今尚未对行动者具体所指进行充分说明，例如，某些宗教系统所进行的祭祖行动中的先祖都不是活的存在。另外，现代社会的组织被认为具有法定个性，因而也就具有了行动者的身份。